# Walentin Fjodorowitsch Bulgakow
Walentin Fjodorowitsch Bulgakow (russisch Валенти́н Фёдорович Булга́ков; * 13. Novemberjul. / 25. November 1886greg. in Kusnezk; † 22. September 1966 in Jasnaja Poljana) war ein russischer Autor.

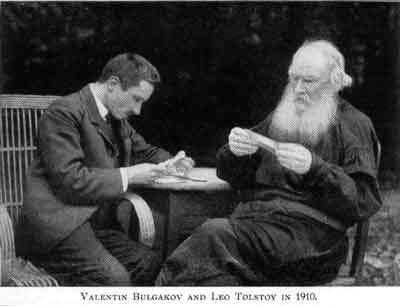
Bulgakow (links) und Tolstoi im Sommer 1910

## Leben und Wirken
Bulgakow war im Sommer 1910 Privatsekretär des Autors Lew Tolstoi und schrieb nach dessen Tod anhand seiner Aufzeichnungen das Buch Das letzte Jahr von Lew Tolstoi. Er emigrierte nach der Revolution in Russland zunächst nach Prag. In den 1930er-Jahren schrieb er ein Buch über die russischen Emigranten. Im Zweiten Weltkrieg wurde er von den deutschen Besatzern verhaftet und in der Wülzburg bei Weißenburg in Bayern inhaftiert, 1948 kehrte er in die Sowjetunion zurück. Bis zu seinem Tod leitete er das Museum in Jasnaja Poljana.

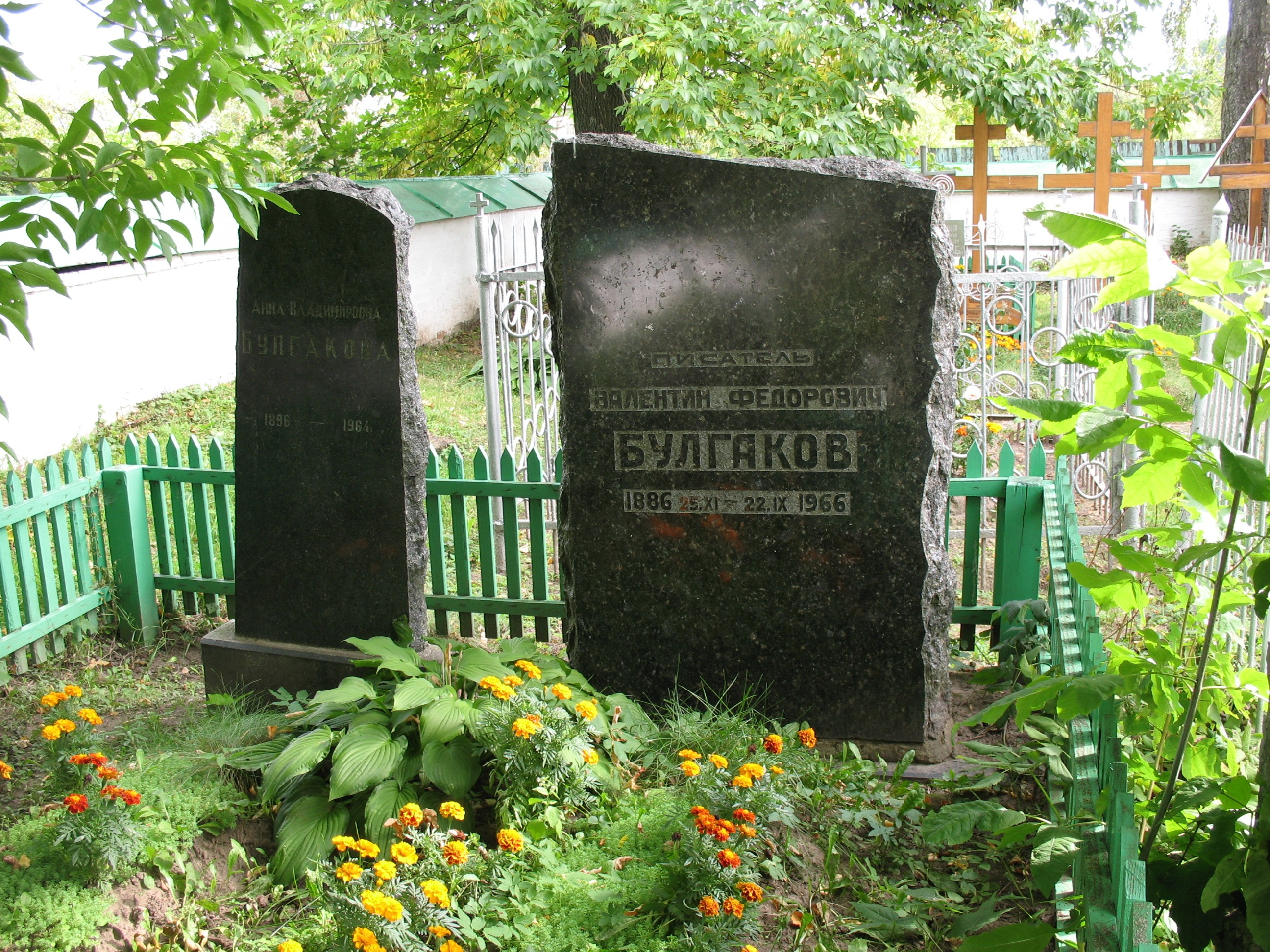
Bulgakows Grab

Bulgakows Buch über das letzte Jahr Tolstois bildete eine Grundlage für Jay Parinis 2008 erschienenen Roman The Last Station und den darauf beruhenden, gleichnamigen britisch-deutschen Spielfilm (dt.: Ein russischer Sommer) von 2009. In dem Film wird Bulgakov von dem Schauspieler James McAvoy dargestellt.

## Schriften
- The last year of Leo Tolstoy, Dial Press, New York 1971.
- Leo Tolstoj und die Gegenwart. Öffentliche Reden gehalten von Valentin Bulgakov, L. N. Tolstojs letztem Sekretär nach der russischen Revolution in den Jahren 1918-1920, Neu-Sonnefelder Jugend Quäkersiedlung, Sonnefeld bei Coburg 1927.
- Gedanken Leo Tolstois über Gewalt, Krieg und Revolution. Aus seinen Schriften, Tagebüchern und Briefen, War Resisters’ International, Berlin 1928.
- Sie starben um des Glaubens willen, Neu-Sonnefelder Jugend, Heppenheim an der Bergstrasse 1929.